# Dag Malmberg
Dag Åke Sigvard Malmberg, född 18 januari 1953 i Gävle Heliga Trefaldighets församling, Gävleborgs län, är en svensk skådespelare och regissör.

## Biografi
Malmberg föddes i Gävle men han bodde med familjen i både Visby och Göteborg. Fadern var direktör på Länsstyrelsen och modern var hemmafru. Under uppväxten var det inte självklart att han skulle bli skådespelare. Malmberg studerade sociologi vid Göteborgs universitet i början av 1970-talet och arbetade som truckförare. Han började arbeta som scenarbetare vid Göteborgs stadsteater. Så småningom avancerade han till regiassistent och under en repetition fick han hoppa in och spela en av rollerna när en av de ordinarie skådespelarna blev sjuk. Han blev sedan rekommenderad att söka till Scenskolan i Göteborg där han utbildades 1981–1984. Malmberg har därefter arbetat vid Unga Riks, Borås stadsteater 1986, Göteborgs stadsteater 1987–1986 och 2002–2003 samt däremellan gästspel i Malmö, vid Riksteatern, Stockholms stadsteater och Norrbottensteatern 2001.
Malmberg har även regisserat TV-serier som Älskade Lotten och Vita lögner. Som skådespelare har han uppmärksammats för sina roller som TV-serien Glappet (1997) och Mauritz Ekeblad i Sjätte dagen (1999-2001) och Saltön (2005-2017).

## Filmografi (i urval)

### Roller
- 1988 – Träpatronerna (TV-serie)
- 1994–1995 – År av drömmar (TV-serie)
- 1997 – Glappet (TV-serie)
- 1999 – Jakten på en mördare (TV-serie)
- 1999–2001 – Sjätte dagen (TV-serie)
- 2000 – Den bästa sommaren
- 2001 – En sång för Martin
- 2003 – De drabbade (TV-serie)
- 2003 – En ö i havet (TV-serie)
- 2004 – Orka! Orka! (TV-serie)
- 2005 – Krama mig
- 2006 – Den som viskar (TV-serie)
- 2006 – Poliser (TV-serie)
- 2006 – Van Veeteren – Fallet G
- 2007 – Tatuerad torso
- 2007 – Den krossade tanghästen
- 2008 – Selma (TV-serie)
- 2008 – Nattrond
- 2008 – Glasdjävulen
- 2008 – Eldsdansen
- 2008 – Guldkalven
- 2009 – Fallet (TV-serie)
- 2009 – Göta kanal 3 – Kanalkungens hemlighet
- 2009 – Stenhuggaren
- 2009 – Så olika
- 2010 – Saltön (TV-serie)
- 2010 – Sound of Noise
- 2010 – Drottningoffret (TV-serie)
- 2011 – Den som vakar i mörkret
- 2011 – Det lömska nätet
- 2011 – En man med litet ansikte
- 2011 – Hur många lingon finns det i världen?
- 2011–2018 – Bron (TV-serie)[4]
- 2012 – Johan Falk: Barninfiltratören
- 2012 – Call Girl
- 2013 – Rendez-vous à Kiruna
- 2014 – Och Piccadilly Circus ligger inte i Kumla
- 2014 – Micke & Veronica
- 2015 – Glada hälsningar från Missångerträsk
- 2016 – Gentlemen & Gangsters (TV-serie)
- 2016 – Springfloden (TV-serie)
- 2017 – Fallet (TV-serie)
- 2017 – Borg
- 2017 – Bron (TV-serie)
- 2018 – Sthlm Rekviem (TV-serie)
- 2019 – Vår tid är nu (TV-serie)
- 2020 – Top Dog (TV-serie)
- 2021 – Sagan om Karl-Bertil Jonssons julafton
- 2021 – Sommaren med släkten (TV-serie)
- 2021 – Udda veckor (TV-serie)
- 2021 – Gåsmamman (TV-serie)
- 2022 – Beck – 58 minuter (TV-serie)
- 2022 – Harmonica (TV-serie)
- 2022 – Kronprinsen som försvann (TV-serie)
- 2023 – Detektiven från Beledweyne (TV-serie)

### Regi
- 1996 – Älskade Lotten (TV-serie)
- 1997 – Vita lögner (TV-serie)

## Teater

### Roller (ej komplett)
| År   | Roll                    | Produktion                                                                  | Regi                | Teater                     |
| ---- | ----------------------- | --------------------------------------------------------------------------- | ------------------- | -------------------------- |
| 1989 | Aubespine               | Maria Stuart Per Olov Enquist                                               | Gunilla Berg        | Göteborgs stadsteater      |
| 1994 | Elyot                   | Jag älskar dej, markatta (Private Lives) Noël Coward                        | Tim Luscombe(en)    | Dalateatern                |
| 2001 |                         | Albert Speer David Edgar                                                    | Jasenko Selimović   | Göteborgs stadsteater      |
| 2003 |                         | Bron (Sild) Jan Tätte                                                       | Jaanus Rohumaa      | Göteborgs stadsteater      |
| 2004 | Tartuffe                | Tartuffe (Tartuffe, ou l'Imposteur) Molière                                 | Erik Ståhlberg      | Gunnebo slottsteater       |
| 2004 | Evald Eriksson Blom     | Stulen kärlek Krister Claesson                                              | Krister Claesson    | Lisebergsteatern, Göteborg |
| 2005 |                         | Björnen (Медведь, Medved) Frieriet (Предложение, Predloženie) Anton Tjechov | Erik Ståhlberg      | Gunnebo slottsteater       |
| 2006 | Mor Claude Kommissarien | Den girige (L'Avare) Molière                                                | Erik Ståhlberg      | Gunnebo slottsteater       |
| 2008 | Manfred Vik, biskop     | Lejonets unge Frida Stéenhoff                                               | Isabelle Moreau     | Örebro länsteater          |
| 2012 | Major Courtney          | Ladykillers (The Ladykillers) Graham Linehan                                | Lena Koppel         | Gunnebo slottsteater       |
| 2018 |                         | Körsbärsträdgården (Вишнёвый сад, Visjnjovyj sad) Anton Tjechov             | Dennis Sandin       | Smålands Musik och Teater  |
| 2019 | Eljas Hellgum           | Jerusalem Selma Lagerlöf                                                    | Madeleine Røn Juul  | Helsingborgs stadsteater   |
| 2019 | Willy Loman             | En handelsresandes död (Death of a Salesman) Arthur Miller                  | Dennis Sandin       | Malmö stadsteater          |
| 2021 | Fadern                  | Son Fader Moder Lars Norén                                                  | Martin Rosengardten | Malmö stadsteater          |
| 2022 | Borgalli                | Shoot - kameran går! Erik Holmström, Eva-Maria Benavente Dahlin             | Erik Holmström      | Göteborgs stadsteater      |

### Regi
| År   | Produktion                                | Upphovsmän | Teater           | Roll                                   |
| ---- | ----------------------------------------- | ---------- | ---------------- | -------------------------------------- |
| 1995 | Den girige L'Avare ou l'École du mensonge | Molière    | Boulevardteatern | Regi tillsammans med Susanne Hallvares |